# Jonathan Rosario
Jobwin Jonathan Rosario Muñoz (10 de mayo de 1984), también conocido como Bimbo, es un futbolista dominicano. Se desempeña como mediocentro, y su actual equipo es el Moca FC de la Liga Dominicana de Fútbol.

## Trayectoria
- Moca FC  2005-2007
- Bauger FC  2007-2009
- Moca FC  2009-presente